# IC 1946
IC 1946 ist eine linsenförmige Galaxie vom Hubble-Typ SB0/a im Sternbild Horologium am Südsternhimmel. Sie ist schätzungsweise 54 Millionen Lichtjahre von der Milchstraße entfernt und hat einen Durchmesser von etwa 20.000 Lj.
Im selben Himmelsareal befinden sich u. a. die Galaxien IC 1940, IC 1942, IC 1945, IC 1951.
Das Objekt wurde am 14. Oktober 1898 vom US-amerikanischen Astronomen DeLisle Stewart entdeckt.